# Euplexia orophora
Euplexia orophora är en fjärilsart som beskrevs av Swinhoe 1901. Euplexia orophora ingår i släktet Euplexia och familjen nattflyn. Inga underarter finns listade i Catalogue of Life.